# Parrya popovii
Parrya popovii là một loài thực vật có hoa trong họ Cải. Loài này được Botsch. mô tả khoa học đầu tiên.